# Cas Verlint
 Casper Johannes Verlint  (Katwijk aan Zee, 14 mei 1883 - Sassenheim, 10 januari 1978) was een Nederlands kunstschilder. Hij werd vooral bekend met zijn impressionistisch aandoende portret- en landschapsschilderijen. 

## Leven en werk
Verlint werd geboren als zoon van een klokkenmaker en had al vroeg belangstelling voor kunst. Op advies van plaatselijke kunstenaars in Katwijk ging Verlint naar de Academie in Den Haag. In 1911 vestigde hij zich als horlogemaker en opticien in Sassenheim. Naast zijn onderneming bleef hij schilderen. Hij schilderde vooral portretten en in de omgeving van Sassenheim, maar ook landschappen van Texel, Limburg en de Veluwe (Putten) en stillevens van tulpen en bloembollenvelden. Op verzoek van het gemeentebestuur van Sassenheim heeft hij in 1929 een aantal schilderijen gemaakt voor het toenmalige nieuwe raadhuis, waaronder een portret van koningin Wilhelmina. 
- Biografisch Portaal: 41460745
- Gemeinsame Normdatei: 138025614
- International Standard Name Identifier: 0000 0000 5962 4038
- Nederlandse Thesaurus van Auteursnamen: 31493359X
- RKD-Nederlands Instituut voor Kunstgeschiedenis: 373054
- Système universitaire de documentation: 13560589X
- Virtual International Authority File: 86178254